# Seznam národních knihoven

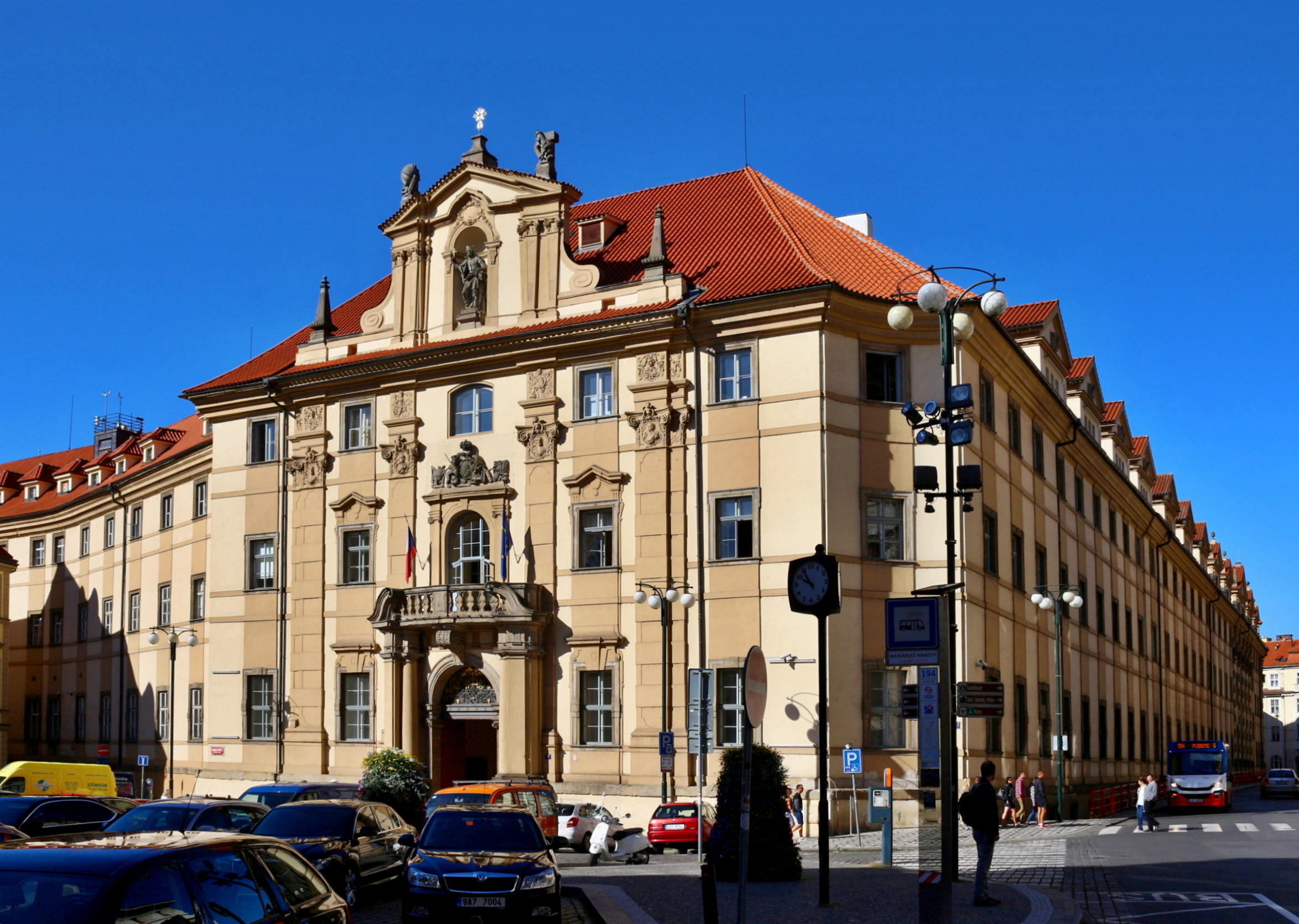
Klementinum v Praze, sídlo české Národní knihovny

Toto je seznam národních knihoven ve světě.

## Národní knihovny v Evropě
Evropské národní knihovny jsou (s výjimkou kosovské a běloruské) dostupné přes společný internetový portál The European Library (dříve GABRIEL). Patří mezi ně:

| Stát / země         | Národní knihovna (knihovny) | Město                        | Webová stránka                                                                        |
| ------------------- | --- | ---------------------------- | ------------------------------------------------------------------------------------- |
| Albánie             | Národní knihovna Albánie (albánsky Biblioteka Kombëtare e Shqipërisë) | Tirana                       | bksh.al                                                                               |
| Andorra             | Národní knihovna Andorry (katalánsky Biblioteca Nacional d’Andorra) | Encamp                       | govern.ad/biblioteca-nacional                                                         |
| Arménie             | Národní knihovna Arménie (arménsky Հայաստանի Ազգային Գրադարան, Hajastani azgajin gradaran) | Jerevan                      | nla.am                                                                                |
| Ázerbájdžán         | Ázerbájdžánská národní knihovna (ázerbájdžánsky Mirzə Fətəli Axundov adına Azərbaycan Milli Kitabxanası) | Baku                         | millikitabxana.az                                                                     |
| Belgie              | Belgická královská knihovna (vlámsky: Koninklijke Bibliotheek van België / francouzsky Bibliothèque royale de Belgique) | Brusel                       | kbr.be                                                                                |
| Bělorusko           | Národní knihovna Běloruska (bělorusky Национальная библиотека Беларуси) | Minsk                        | nlb.by                                                                                |
| Bosna a Hercegovina | Národní a univerzitní knihovna Bosny a Hercegoviny (bosensky Sarajevska vijećnica / Вијећница - radnice) | Sarajevo                     | nub.ba                                                                                |
| Bulharsko           | Národní knihovna svatého Cyrila a Metoděje (bulharsky Национална библиотека „Св. Св. Кирил и Методий) Národní knihovna Ivana Vazova (bulharsky Народна библиотека "Иван Вазов) | Sofie Plovdiv                | nationallibrary.bg libplovdiv.co                                                      |
| Černá Hora          | Národní knihovna Černé Hory (černohorsky Nacionalna biblioteka Crne Gore „Đurđe Crnojević“) | Cetinje                      | nb-cg.me                                                                              |
| Česko               | Národní knihovna České republiky | Praha                        | nkp.cz                                                                                |
| Dánsko              | Dánská královská knihovna (dánsky Det Kongelige Bibliotek) Faerské ostrovy: Národní knihovna Faerských ostrovů (faersky Landsbókasavnið) Grónsko: Grónská národní knihovna (grónsky Nunatta Atuagaateqarfia)                                                                            | Kodaň Tórshavn Nuuk          | kb.dk landsbokasavnid.fo katak.gl                                                     |
| Estonsko            | Národní knihovna Estonska (estonsky Eesti Rahvusraamatukogu) | Tallin                       | rara.ee                                                                               |
| Finsko              | Národní knihovna Finska (finsky Kansalliskirjasto), dříve univerzitní knihovna Helsinky | Helsinky                     | kansalliskirjasto.fi                                                                  |
| Francie             | Francouzská národní knihovna (francouzsky Bibliothèque nationale de France) Národní a univerzitní knihovna ve Štrasburku (francouzsky Bibliothèque nationale et universitaire de Strasbourg)                                                                                            | Paříž Štrasburk              | bnf.fr bnu.fr                                                                         |
| Gruzie              | Národní parlamentní knihovna Gruzie (gruzínsky საქართველოს პარლამენტის ეროვნული ბიბლიოთეკა, Sakartvelos p'arlament'is erovnuli bibliotek'i) | Tbilisi                      | nplg.gov.ge                                                                           |
| Chorvatsko          | Národní a univerzitní knihovna v Záhřebu (chorvatsky Nacionalna i sveučilišna knjižnica; NSK) | Záhřeb                       | nsk.hr                                                                                |
| Irsko               | Irská národní knihovna (anglicky National Library of Ireland) / irsky Leabharlann Náisiúnta na hÉireann) | Dublin                       | nli.ie                                                                                |
| Island              | Národní a univerzitní knihovna Islandu (islandsky Landsbókasafn Íslands – Háskólabókasafn) | Reykjavík                    | landsbokasafn.is                                                                      |
| Itálie              | Ústřední národní knihovna ve Florencii (italsky Biblioteca Nazionale Centrale di Firenze) Ústřední národní knihovna v Římě (italsky Biblioteca Nazionale Centrale di Roma)) Biblioteca Marciana (Knihovna svatého Marka) (italsky Biblioteca Marciana / Biblioteca San marco)           | Florencie Řím Benátky        | bncf.cultura.gov.it bncrm.beniculturali.it bibliotecanazionalemarciana.cultura.gov.it |
| Kosovo              | Národní knihovna Kosova (albánsky Biblioteka Kombëtare e Kosovës) / srbsky Народна библиотека Косова), Narodna biblioteka Kosova, zkr. BKUK) | Priština                     | biblioteka-ks.org                                                                     |
| Kypr                | Kyperská knihovna (řecky Κυπριακή Βιβλιοθήκη) | Nikósie                      | cypruslibrary.gov.cy                                                                  |
| Lichtenštejnsko     | Lichtenštejnská zemská knihovna (německy Liechtensteinische Landesbibliothek) | Vaduz                        | landesbibliothek.li                                                                   |
| Litva               | Litevská národní knihovna Martynase Mažvydase (litevsky Lietuvos nationaline Martyno Mažvydo biblioteka) | Vilnius                      | lnb.lt                                                                                |
| Lotyšsko            | Lotyšská národní knihovna (lotyšsky Latvijas Nacionālā bibliotēka) | Riga                         | lnb.gov.lv                                                                            |
| Lucembursko         | Národní knihovna Lucemburska (lucembursky Nationalbibliothéik Lëtzebuerg / francouzsky Bibliothèque nationale de Luxembourg) | Lucemburk                    | bnl.public.lu                                                                         |
| Maďarsko            | Széchényiho národní knihovna (maďarsky Országos Széchényi Könyvtár) | Budapešť                     | oszk.hu                                                                               |
| Malta               | Maltská národní knihovna (maltsky Bibljoteka Nazzjonali ta’ Malta) | Valletta                     | maltalibraries.gov.mt                                                                 |
| Moldavsko           | Národní knihovna Moldavska (rumunsky Biblioteca Națională a Republicii Moldova) | Kišiněv                      | bnrm.md                                                                               |
| Monako              | Knihovna Louise Notariho (francouzsky Bibliothèque Louis Notari) | Monako                       | mediatheque.mc                                                                        |
| Německo             | Německá národní knihovna (německy Deutsche Nationalbibliothek) | Frankfurt nad Mohanem Lipsko | dnb.de                                                                                |
| Nizozemsko          | Nizozemská královská knihovna (nizozemsky Koninklijke Bibliotheek) | Haag                         | kb.nl                                                                                 |
| Norsko              | Národní knihovna Norska (norsky Nasjonalbiblioteket) | Oslo                         | nb.no                                                                                 |
| Polsko              | Polská národní knihovna (polsky Biblioteka Narodowa) Jagellonská knihovna (polsky Biblioteka Jagiellońska) | Varšava Krakov               | bn.org.pl bj.uj.edu.pl                                                                |
| Portugalsko         | Národní knihovna Portugalska (portugalsky Biblioteca Nacional de Portugal) | Lisabon                      | bnportugal.gov.pt                                                                     |
| Rakousko            | Rakouská národní knihovna (německy Österreichische Nationalbibliothek) | Vídeň                        | onb.ac.at                                                                             |
| Rumunsko            | Rumunská národní knihovna (rumunsky Biblioteca Națională a României) | Bukurešť                     | bibnat.ro                                                                             |
| Rusko               | Ruská státní knihovna (rusky Российская государственная библиотека) Ruská národní knihovna (rusky Российская национальная библиотека) Knihovna prezidenta B. N. Jelcina (rusky Президентская библиотека имени Б. Н. Ельцина)                                                            | Moskva Petrohrad             | rsl.ru nlr.ru prlib.ru                                                                |
| Řecko               | Řecká národní knihovna (řecky Εθνική Βιβλιοθήκη) | Athény                       | nlg.gr                                                                                |
| San Marino          | Státní knihovna San Marina (italsky Biblioteca di Stato e Beni Librari della Repubblica di San Marino) | San Marino                   | bibliotecadistato.sm                                                                  |
| Severní Makedonie   | Národní a univerzitní knihovna sv. Klimenta Ochridského (makedonsky Национална и универзитетска библиотека „Св. Климент Охридски“, Narodna i univerzitetska biblioteka Sv. Kliment Ohridski)                                                                                            | Skopje                       | nubsk.edu.mk                                                                          |
| Slovensko           | Slovenská národní knihovna (slovensky Slovenská národná knižnica) | Martin                       | snk.sk                                                                                |
| Slovinsko           | Národní a univerzitní knihovna (Lublaň) (slovinsky Narodna in univerzitetna knjižnica) | Lublaň                       | nuk.uni-lj.si                                                                         |
| Spojené království  | Britská knihovna (anglicky British Library) Skotsko: Skotská národní knihovna (anglicky National Library of Scotland / skotskou gaelštinou Leabharlann Nàiseanta na h-Alba) Wales: Velšská národní knihovna (anglicky National Library of Wales / velšsky Llyfrgell Genedlaethol Cymru) | Londýn Edinburgh Aberystwyth | bl.uk nls.uk library.wales                                                            |
| Srbsko              | Národní knihovna Srbska (srbsky Народна библиотека Србије / Narodna Biblioteka Srbije) | Bělehrad                     | nb.rs                                                                                 |
| Španělsko           | Národní knihovna Španělska (španělsky Biblioteca Nacional de España) Katalánsko: Knihovna Katalánska (katalánsky Biblioteca de Catalunya) | Madrid Barcelona             | bne.es bnc.cat                                                                        |
| Švédsko             | Švédská královská knihovna (švédsky Kungliga Biblioteket) | Stockholm                    | kb.se                                                                                 |
| Švýcarsko           | Švýcarská národní knihovna (německy Schweizerische Landesbibliothek / francouzsky Bibliothèque nationale suisse / italsky Biblioteca nazionale svizzera) | Bern                         | nb.admin.ch                                                                           |
| Turecko             | Turecká národní knihovna (turecky Millî Kütüphane) | Ankara                       | millikutuphane.gov.tr                                                                 |
| Ukrajina            | Národní knihovna Ukrajiny V. I. Vernadského (ukrajinsky Національна бібліотека України імені В.І. Вернадського) | Kyjev                        | nbuv.gov.ua                                                                           |
| Vatikán             | Vatikánská apoštolská knihovna (italsky i latinsky Bibliotheca Apostolica Vaticana) | Vatikán                      | vaticanlibrary.va                                                                     |

## Afrika
| Stát / země                    | Národní knihovna (knihovny) | Město                              | Webová stránka                                                                     |
| ------------------------------ | --- | ---------------------------------- | ---------------------------------------------------------------------------------- |
| Alžírsko                       | Národní knihovna Alžírska (arabsky المكتبة الوطنيّة الجزائريّة‎ / francouzsky Bibliothèque nationale d'Algérie )                                                                     | Alžír                              | biblionat.dz                                                                       |
| Angola                         | Národní knihovna Angoly (portugalsky Biblioteca Nacional de Angola) | Luanda                             | bibliotecanacional.ao                                                              |
| Benin                          | Národní knihovna Beninu (francouzsky Bibliothèque nationale du Bénin) | Porto Novo                         | e-services.bnb.bj                                                                  |
| Botswana                       | Národní knihovní služba Botswany (setswansky Ditirelo tsa motlobo wa dibuka tsa Botswana / anglicky National Library Service of Botswana)                                         | Gaborone                           |                                                                                    |
| Burkina Faso                   | Národní knihovna Burkiny Faso (francouzsky Bibliothèque nationale du Burkina Faso / anglicky National Library of Burkina Faso)                                                    | Ougadougou                         |                                                                                    |
| Burundi                        | Národní knihovna Burundi (anglicky National Library of Burundi / francouzsky Bibliothèque nationale du Burundi)                                                                   | Bujumbura                          |                                                                                    |
| Čad                            | Národní knihovna Čadu (francouzsky Bibliothèque nationale du Tchad) | N'Djamena                          |                                                                                    |
| Džibutsko                      | Národní dokumentační centrum Džibutska (francouzsky Centre National de Documentation de Djibouti)                                                                                 | Džibuti                            |                                                                                    |
| Egypt                          | Egyptská národní knihovna a archivy (arabsky دار الكتب والوثائق القومية)‎, Dar el-Kotob) Bibliotheca Alexandrina (novodobá) (arabsky مكتبة الإسكندرية)‎, Maktabat al-’Iskandariyya) | Káhira Alexandrie                  | darelkotob.gov.eg bibalex.org                                                      |
| Eritrea                        | Národní digitální knihovna Eritrey (anglicky National Digital Library of Eritrea)                                                                                                 |                                    | zdroj z 2024                                                                       |
| Etiopie                        | Národní knihovna Archivy a Knihovna Ethiopie (amharsky የኢትዮጵያ ብሄራዊ ቤተ- መዛግብት እና ቤተ- መጽሃፍት)                                                                                        | Addis Abeba                        | nala.gov.et                                                                        |
| Gabon                          | Národní knihovna Gabonu (francouzsky Bibliothèque nationale du Gabon) | Libreville                         | dgabd.ga                                                                           |
| Gambie                         | Národní knihovna Gambie (anglicky The Gambia National Library) | Banjul                             |                                                                                    |
| Ghana                          | Vědecká knihovna George Padmorea (anglicky George Padmore Research Library) | Accra                              |                                                                                    |
| Guinea                         | Národní knihovna Guiney (francouzsky Bibliothèque nationale de Guinée) | Konakry                            |                                                                                    |
| Guinea-Bissau                  | Veřejná knihovna institutu INEP (Guinea-Bissau) (portugalsky Biblioteca Pública do Instituto Nacional de Estudos e Pesquisa, INEP)                                                | Bissau                             | inep-bissau.org                                                                    |
| Jižní Afrika                   | Národní knihovna Jižní Afriky (afrikánsky Staats-Bibliotheek der Zuid-Afrikaansche Republiek / anglicky National Library of South Africa)                                         | Kapské Město Pretorie              | nlsa.ac.za                                                                         |
| Jižní Súdán                    | (nemá národní knihovnu) |                                    |                                                                                    |
| Kamerun                        | Národní knihovna Kamerunu (anglicky National Library of Cameroon / francouzsky Bibliothèque nationale du Cameroun)                                                                | Yaoundé                            |                                                                                    |
| Kapverdy                       | Národní knihovna Kapverd (portugalsky Biblioteca Nacional de Cabo Verde) | Praia                              | bn.cv                                                                              |
| Keňa                           | Národní knihovní služba Keni (anglicky Kenya National Library Service) | Nairobi                            | knls.ac.ke                                                                         |
| Komory                         | Národní knihovna Komor (arabsky المكتبة الوطنية لجزر القمر‎ / francouzsky Centre National de Documentation et de Recherche Scientifique (CNDRS))                                   | Moroni                             |                                                                                    |
| Konžská demokratická republika | Národní knihovna Demokratické republiky Kongo (francouzsky Bibliothèque nationale de la République démocratique du Congo)                                                         | Kinshasa                           | nlsa.ac.za                                                                         |
| Konžská republika              | Národní lidová knihovna (Republika Kongo) (francouzsky Bibliothèque nationale populaire)                                                                                          | Brazzaville                        |                                                                                    |
| Lesotho                        | Národní knihovna Lesotha (anglicky National Library of Lesotho) | Maseru                             |                                                                                    |
| Libérie                        | Liberijské vzdělávací centrum (anglicky Liberian Learning Center) | Monrovia                           | 2024. Otevření první veřejné knihovny existující od liberijských občanských válek. |
| Libye                          | Národní knihovna Libye (arabsky دار الكتب الوطنية - ليبيا‎) | Benghází                           |                                                                                    |
| Madagaskar                     | Národní knihovna Madagascaru (francouzsky Bibliothèque nationale de Madagascar)                                                                                                   | Antananarivo                       |                                                                                    |
| Malawi                         | Národní knihovní služba Malawi (anglicky National Library Service of Malawi) | Lilongwe                           | nls.mw                                                                             |
| Mali                           | Národní knihovna Mali (Národní ředitelství knihoven a dokumentace) (francouzsky Direction nationale des Bibliothèques et de la Documentation)                                     | Bamako                             |                                                                                    |
| Maroko                         | Národní knihovna Marockého království (arabsky المكتبة الوطنية للمملكة المغربية‎ / standardizovanou marockou berberštinou: ⵜⴰⵙⴷⵍⵉⵙⵜ ⵜⴰⵏⴰⵎⵓⵔⵜ ⵏ ⵜⴳⵍⴷⵉⵜ ⵜⴰⵎⵔⵔⵓⴽⵉⵜ)                   | Rabat Tetuán                       | bnrm.ma                                                                            |
| Mauritánie                     | Národní knihovna Mauritánie (arabsky المكتبة الوطنية الموريتانية‎ / francouzsky Bibliothèque nationale de Mauritanie)                                                              | Nuakšott                           | bnm.gov.m                                                                          |
| Mauricius                      | Národní knihovna Mauricia (anglicky National Library of Mauritius / francouzsky Bibliothèque nationale de Maurice)                                                                | Port Louis                         | national-library.mu                                                                |
| Mosambik                       | Národní knihovna Mosambiku (portugalsky Biblioteca Nacional de Moçambique) | Maputo                             |                                                                                    |
| Namibie                        | Národní knihovna Namibie (anglicky National Library of Namibia) | Windhoek                           |                                                                                    |
| Niger                          | Národní knihovna Nigeru (francouzsky Bibliothèque nationale du Niger) | Niamey                             |                                                                                    |
| Nigérie                        | Národní knihovna Nigérie (anglicky National Library of Nigeria) | Abuja                              | nln.gov.ng                                                                         |
| Pobřeží slonoviny              | Národní knihovna Pobřeží slonoviny (francouzsky Bibliothèque nationale de Côte d'Ivoire)                                                                                          | Abidžan                            | bnci.ci                                                                            |
| Rovníková Guinea               | Národní knihovna Rovníkové Guiney (španělsky Biblioteca Nacional de Guinea Ecuatorial)                                                                                            | Malabo                             |                                                                                    |
| Rwanda                         | Národní knihovna Rwandy (v kinyarwandě Inkoranyabitabo y'Igihugu) / anglicky National Library of Rwanda) / francouzsky Bibliothèque nationale du Rwanda)                          | Kigali                             | rwandanationalibrary.gov.rw                                                        |
| Senegal                        | Národní knihovna Senegalu (francouzsky Bibliothèque nationale du Sénégal) | Dakar                              |                                                                                    |
| Seychely                       | Seychelská národní knihovna (anglicky Seychelles National Library) | Victoria, Mahé                     | natlibsey.com                                                                      |
| Sierra Leone                   | Knihovní rada Sierry Leone (anglicky Sierra Leone Library Board) | Freetown                           |                                                                                    |
| Somálsko                       | Národní knihovna Somálska (somálsky Maktabadda Qaranka Somaliyeed | Mogadišu                           |                                                                                    |
| Středoafrická republika        | (nemá národní knihovnu) (francouzsky Bibliothèque nationale de la République centrafricaine)                                                                                      | Bangui (knihovna zatím neexistuje) | 2022. Spolek L’Association Action Solidaire vyzývá k vytvořená národní knihovny.   |
| Súdán                          | Knihovna Chartúmské univerzity (arabsky مكتبة جامعة الخرطوم‎ / anglicky University of Khartoum Library)                                                                            | Chartúm                            |                                                                                    |
| Svatý Tomáš a Princův ostrov   | Národní knihovna Svatého Tomáše a Princova ostrova (portugalsky Biblioteca Nacional de São Tomé e Príncipe)                                                                       | São Tomé                           |                                                                                    |
| Svazijsko                      | Veřejná a národní knihovna v Mbabane (anglicky Mbabane public / national library)                                                                                                 | Mbabane                            | gov.sz/index.php/(...)/320-national-library-services                               |
| Tanzanie                       | Rada knihovních služeb Tanzanie (svahilsky Bodi ya Huduma za Maktaba Tanzania / anglicky Tanzania Library Services Board)                                                         | Dar es Salaam                      | tlsb.go.tz                                                                         |
| Togo                           | Národní knihovna Toga (francouzsky Bibliothèque nationale du Togo) | Lomé                               |                                                                                    |
| Tunisko                        | Národní knihovna Tuniska (arabsky المكتبة الوطنية التونسية‎) / francouzsky Bibliothèque nationale de Tunisie)                                                                      | Tunis                              | bibliotheque.nat.tn/                                                               |
| Uganda                         | Národní knihovna Ugandy (anglicky National Library of Uganda) | Kampala                            | nlu.go.ug                                                                          |
| Zambie                         | Knihovní služba Zambie (anglicky Zambia Library Service) | Lusaka                             |                                                                                    |
| Zimbabwe                       | Národní knihovna Zimbabwe (anglicky Zimbabwe National Library and Documentation Service (NLDS))                                                                                   | Bulawayo Harare                    |                                                                                    |

## Amerika

### Jižní Amerika
| Stát / země | Národní knihovna (knihovny)                                                                             | Město             | Webová stránka                      |
| ----------- | --- | ----------------- | ----------------------------------- |
| Argentina   | Národní knihovna Mariana Morena (španělsky Biblioteca Nacional Mariano Moreno)                          | Buenos Aires      | bn.gov.ar                           |
| Bolívie     | Národní archiv a knihovna Bolívie (španělsky Archivo y Biblioteca Nacionales de Bolivia)                | Sucre             | archivoybibliotecanacionales.org.bo |
| Brazílie    | Národní knihovna Brazílie (Nadace Národní knihovny) (portugalsky Fundação Biblioteca Nacional)          | Rio de Janeiro    | gov.br/bn                           |
| Ekvádor     | Národní knihovna Ekvádoru "Eugenio Espejo" (španělsky Biblioteca Nacional del Ecuador "Eugenio Espejo") | Quito             | bne.gob.ec                          |
| Guyana      | Národní knihovna Guyany (anglicky National Library of Guyana)                                           | Georgetown        | bne.gob.ec                          |
| Chile       | Národní knihovna Chile (španělsky Biblioteca Nacional de Chile)                                         | Santiago de Chile | bibliotecanacional.gob.cl           |
| Kolumbie    | Národní knihovna Kolumbie (španělsky Biblioteca Nacional de Colombia)                                   | Bogotá            | bibliotecanacional.gov.co/          |
| Paraguay    | Národní knihovna Paraguaye (španělsky Biblioteca Nacional del Paraguay)                                 | Asunción          | bibliotecanacional.gov.py           |
| Peru        | Národní knihovna Peru (španělsky Biblioteca Nacional del Perú)                                          | Lima              | gob.pe/bnp                          |
| Surinam     | (nemá národní knihovnu) existuje národní databáze (nizozemsky Nationale Database Suriname)              | x                 | nationallibrary.sr                  |
| Uruguay     | Národní knihovna Uruguaye (španělsky Biblioteca Nacional de Uruguay)                                    | Montevideo        | bibna.gub.u                         |
| Venezuela   | Národní knihovna Venezuely (španělsky Biblioteca Nacional de Venezuela)                                 | Caracas           | bnv.gob.ve                          |

### Severní Amerika
| Stát / země | Národní knihovna (knihovny) | Město            | Webová stránka           |
| ----------- | --- | ---------------- | ------------------------ |
| Kanada      | Knihovna a archivy Kanada (anglicky Library and Archives Canada / francouzsky Bibliothèque et Archives Canada) Québec: Národní knihovna Québecu (francouzsky Bibliothèque nationale du Québec) | Ottawa Montréal  | bac-lac.gc.ca banq.qc.ca |
| Mexiko      | Národní knihovna Mexika (španělsky Biblioteca Nacional de México) | Ciudad de México | bnm.iib.unam.mx          |
| USA         | Knihovna Kongresu (anglicky Library of Congress) | Washington D.C.  | loc.gov                  |

### Střední Amerika
| Stát / země               | Národní knihovna (knihovny)                                                                                             | Město               | Webová stránka                                 |
| ------------------------- | --- | ------------------- | ---------------------------------------------- |
| Antigua a Barbuda         | Veřejná knihovna Antiguy (anglicky Antigua Public Library)                                                              | Saint John's        |                                                |
| Bahamy                    | Knihovna Bahamské univerzity (de facto) (anglicky Harry C. Moore Library)                                               | Nassau              | ub.edu.bs/academics/ub-libraries               |
| Barbados                  | Národní knihovní služby Barbadosu (anglicky Barbados National Library Service)                                          | Bridgetown          | library.gov.bb/                                |
| Belize                    | Národní knihovní služby a informační systém Belize" (anglicky Belize National Library Service and Information System)   | Belize City         | bnlsis.org                                     |
| Dominika                  | Národní knihovna Dominiky a Informační služby (anglicky Dominica Library and Information Service)                       | Roseau              | dlis.gov.dm                                    |
| Dominikánská republika    | Národní knihovna Dominikánské republiky "Pedro Henríquez Ureña" (španělsky Biblioteca Nacional "Pedro Henríquez Ureña") | Santo Domingo       | bnphu.gob.do                                   |
| Guatemala                 | Národní knihovna Guatemaly "Luis Cardoza Y Aragón" (španělsky Biblioteca Nacional De Guatemala "Luis Cardoza Y Aragón") | Ciudad de Guatemala | biblionacionalgt.blogspot.com                  |
| Grenada                   | Národní knihovna a archivy Grenady (zavřeno od 2011) (anglicky National Library and Archives of Grenada)                | Saint George's      |                                                |
| Haiti                     | Národní knihovna Haiti (francouzsky Bibliothèque nationale d'Haïti))                                                    | Port-au-Prince      | servicespublics.gouv.ht/site/rsmo/BNH          |
| Honduras                  | Národní knihovna Hondurasu "Juán Ramón Molina" (španělsky Biblioteca Nacional de Honduras “Juan Ramón Molina”)          | Tegucigalpa         | secapph.gob.hn/biblioteca-nacional-de-honduras |
| Jamajka                   | Národní knihovna Jamajky (anglicky National Library of Jamaica)                                                         | Kingston            | nlj.gov.jm                                     |
| Kostarika                 | Národní knihovna Kostariky "Miguel Obregón Lizano" (španělsky Biblioteca Nacional “Miguel Obregon Lizano”)              | San José            | sinabi.go.cr                                   |
| Kuba                      | Národní knihovna Kuby "José Martí" (španělsky Biblioteca Nacional de Cuba "José Martí")                                 | Havana              | bnjm.cu                                        |
| Nikaragua                 | Národní knihovna Nikaraguy "Rubén Darío" (španělsky Biblioteca Nacional “Rubén Darío” de Nicaragua)                     | Managua             | bnrd.gob.ni                                    |
| Panama                    | Národní knihovna Panamy (španělsky Biblioteca Nacional de Panamá)                                                       | Panamá              | binal.ac.pa                                    |
| Salvador                  | Národní knihovna Salvadoru (španělsky Biblioteca Nacional de El Salvador)                                               | San Salvador        |                                                |
| Svatá Lucie               | Ústřední knihovna Svaté Lucie (anglicky Central Library of Saint Lucia)                                                 | Castries            |                                                |
| Svatý Kryštof a Nevis     | Veřejná knihovna Charlese A. Halberta (španělsky Charles A. Halbert Public Library)                                     | Basseterre          |                                                |
| Svatý Vincenc a Grenadiny | Veřejná knihovna Kingstownu (anglicky Kingstown Public Library)                                                         | Kingstown           |                                                |
| Trinidad a Tobago         | Národní knihovna a informační systém Trinidad a Tobago (anglicky National Library and Information System)               | Port of Spain       | nalis.gov.tt                                   |

## Asie
| Stát / země             | Národní knihovna (knihovny) | Město                 | Webová stránka |
| ----------------------- | --- | --------------------- | --- |
| Afghánistán             | Knihovna Kábulské univerzity (paštunsky د کابل پوهنتون/ دانشگاه کابل‎) | Kábul                 | |
| Arménie                 | → viz zde |                       | |
| Ázerbájdžán             | → viz zde |                       | |
| Bahrajn                 | Národní knihovna Bahrajnského království při kulturním centru ISA (arabsky المكتبة الوطنية بمركز عيسى الثقافي بمملكة البحرين‎) | Manáma                | icc.gov.bh |
| Bangladéš               | Národní knihovna Bangladéše (bengálsky বাংলাদেশ জাতীয় গ্রন্থাগার / anglicky National Library of Bangladesh) | Dháka                 | nanl.gov.bd |
| Bhútán                  | Národní knihovna Bhútánu (v dzongkä འབྲུག་རྒྱལ་ཡོངས་དཔེ་མཛོད།, Druk Gyelyong Pedzö) | Thimphu               | library.gov.bt |
| Brunej                  | Knihovna jazykové a knihovnické rady (Bhútán) (malajsky Perpustakaan Dewan Bahasa dan Pustaka) | Bandar Seri Begawan   | dbplibrary.gov.bn |
| Čína                    | Čínská národní knihovna (čínsky 中國國家圖書館 , Čung-kuo Kuo-ťia Tchu-šu-kuan) Hongkong: Hongkongská ústřední knihovna (čínsky 香港中央圖書館 / anglicky Hong Kong Central Library) Macao: Ústřední knihovna Macaa (čínsky 澳門中央圖書館 / portugalsky Biblioteca Central de Macau) | Peking Hongkong Macao | nlc.cn hkpl.gov.hk/en/locations/central-library/hong-kong-central library.gov.mo/pt/branch-libraries/public-library/macao/central-library |
| Filipíny                | Národní knihovna Filipín (filipínsky Pambansang Aklatan ng Pilipinas / anglicky National Library of the Philippines) | Manila                | web.nlp.gov.ph |
| Gruzie                  | → viz zde |                       | |
| Indie                   | Indická národní knihovna (anglicky National Library of India / hindsky भारतीय राष्ट्रीय पुस्तकालय) | Kalkata               | nationallibrary.gov.in |
| Indonésie               | Národní knihovna Indonésie (Národní knihovna Indonéské republiky) (indonésky Perpustakaan Nasional Republik Indonesia) | Jakarta               | perpusnas.go.id |
| Irák                    | Národní knihovna a archivy Íráku (arabsky دار الكتب والوثائق العراقية‎) | Bagdád                | iraqnla.gov.iq |
| Írán                    | Národní knihovna a archivy Íránu (persky سازمان اسناد و کتابخانه ملی ایران (ساکما)‎) Malekovo národní muzeum a knihovna (persky کتابخانه و موزه ملی ملک‎) | Teherán               | nlai.ir malekmuseum.org |
| Izrael                  | Národní knihovna Izraele (hebrejsky הספרייה הלאומית‎, Ha-sifrija ha-le'umit) | Jeruzalém             | nli.org.il |
| Japonsko                | Národní parlamentní knihovna Japonska (japonsky 国立国会図書館, Kokuricu kokkai tošokan) | Tokio Kjóto           | ndl.go.jp |
| Jemen                   | Národní knihovna Jemenu (arabsky المكتبة الوطنية اليمنية‎) | Saná                  | nlye.org (link z Internet Archive Wayback Machine, rok 2020)                                                                              |
| Jižní Korea             | Národní knihovna Koreje (korejsky 국립중앙도서관) Národní digitální knihovna Koreje (korejsky 디브러리, dibrary) Knihovna Národního shromáždění Korejské republiky (korejsky 대한민국 국회도서관)                                                                                     | Soul                  | nl.go.kr dlibrary.go.kr nanet.go.kr |
| Jordánsko               | Národní knihovna Jordánska (arabsky دائرة المكتبة الوطنية‎) | Ammán                 | nl.gov.jo |
| Kambodža                | Národní knihovna Kazachstánu (kambodžsky បណ្ណាល័យជាតិកម្ពុជា, bannalycheate kampouchea) | Phnompenh             | nlc.gov.kh |
| Katar                   | Národní knihovna Kataru (arabsky مكتبة قطر الوطنية‎) | Ar-Raján              | qnl.qa |
| Kazachstán              | Národní knihovna Kazachstánu (kazašsky Qazaqstan Respýblıkasynyń ulttyq kitaphanasy / Қазақстан Республикасының Ұлттық кітапханасы) | Almaty                | nlrk.kz |
| Kuvajt                  | Národní knihovna Kuvajtu (arabsky مكتبة الكويت الوطنية‎) | Kuvajt                | nlk.gov.kw |
| Kypr                    | → viz zde |                       | |
| Kyrgyzstán              | Národní knihovna Kyrgyzské republiky (kyrgyzsky Кыргыз Республикасынын улуттук китепканасы / rusky Национальная библиотека Кыргызской Республики) | Biškek                | nlkr.gov.kg |
| Laos                    | Národní knihovna Laosu (laosky ຫໍສະໝຸດແຫ່ງຊາດ, hosamud aehngsad) | Vientiane             | |
| Libanon                 | Národní knihovna Libanonu (arabsky المكتبة الوطنية‎) | Bejrút                | |
| Malajsie                | Národní knihovna Malajsie (malajsky Perpustakaan Negara Malaysia) | Kuala Lumpur          | pnm.gov.my |
| Maledivy                | Národní knihovna Malediv (v divehi Qaumee Kuthubuhaanaa‎) / anglicky National Library of Maldives) | Male                  | nlm.gov.mv |
| Mongolsko               | Národní knihovna Mongolska (mongolsky Монгол Улсын Үндэсний Номын Сан) | Ulánbátar             | nationallibrary.mn |
| Myanmar (Barma)         | Národní knihovna Myanmaru (barmsky အမျိုးသားစာကြည့်တိုက်) | Yankoun (Rangún)      | nlm.gov.mm |
| Nepál                   | Národní knihovna Nepálu (nepálsky नेपाल राष्ट्रिय पुस्तकालय) | Pátan                 | nnl.gov.np |
| Omán                    | Knihovna Univerzity Sultána Kábuse (arabsky جامعة السلطان قابوس‎) | Maskat                | squ.edu.om/libraries |
| Pákistán                | Národní knihovna Pákistánu (urdsky قومى کتب خانہ پاکستان‎) | Islámábád             | nlp.gov.pk |
| Palestina               | Palestinská národní knihovna (arabsky المكتبة الوطنية الفلسطينية‎) | Ramalláh              | nlp.ps |
| Rusko                   | → viz zde |                       | |
| Saúdská Arábie          | Národní knihovna krále Fahda (arabsky مكتبة الملك فهد الوطنية‎) | Rijád                 | kfnl.gov.sa |
| Severní Korea           | Velká lidová studovna (korejsky 인민대학습당) | Pchjongjang           | gpsh.edu.kp |
| Singapur                | Národní knihovna Singapuru (anglicky National Library Singapore / čínsky 国家图书馆 / malajsky Perpustakaan Negara / tamilsky தேசிய நூலகம்) | Singapur              | nlb.gov.sg |
| Spojené arabské emiráty | Národní knihovna a archivy SAE (arabsky الأرشيف والمكتبة الوطنية‎) | Abú Zabí              | nla.ae |
| Srí Lanka               | Národní knihovna Srí Lanky (anglicky National Library of Sri Lanka | Kolombo               | natlib.lk |
| Sýrie                   | Národní knihovna Sýrie (arabsky المكتبة الوطنية السورية‎, al-Maktabah al-Waṭanīyah al-Sūrīyah) | Damašek               | alassad-library.gov.sy (link z Internet Archive Wayback Machine, rok 2024)                                                                |
| Tádžikistán             | Národní knihovna Tádžikistánu (tádžicky Китобхонаи миллии Тоҷикистон / rusky Национальная библиотека Таджикистана) | Dušanbe               | nlt.tj |
| Thajsko                 | Národní knihovna Thajska (thajsky หอสมุดแห่งชาติ, Ho Samut Haeng Chat) | Bangkok               | nlt.go.th |
| Tchaj-wan               | Národní ústřední knihovna (čínsky 國家圖書館) | Tchaj-pej             | ncl.edu.tw |
| Turecko                 | → viz zde |                       | |
| Turkmenistán            | Státní knihovna státního kulturného centra Turkmenistánu (turkmensky Türkmenistanyň Döwlet medeniýet merkeziniň Döwlet kitaphanasy) | Ašchabat              | dovletkitaphana.gov.tm |
| Uzbekistán              | Národní knihovna Uzbekistánu Alíšera Navoího (uzbecky Alisher Navoiy nomidagi O'zbekiston Milliy Kutubxonasi) | Taškent               | natlib.uz |
| Vietnam                 | Národní knihovna Vietnamu (vietnamsky Thư viện Quốc gia Việt Nam) | Hanoj                 | nlv.gov.vn |
| Východní Timor          | Národní knihovna Východního Timoru (tetumsky: Biblioteka Nasionál no Arkivu Timor-Leste nian / portugalsky Biblioteca Nacional de Timor-Leste / anglicky National Library of East Timor)                                                                                              | Dili                  | 2025. Po 8 letech a 2 slavnostních otevřeních je knihovna stále nedostavěná.                                                              |

## Austrálie a Oceánie
| Stát / země         | Národní knihovna (knihovny) | Město        | Webová stránka                                                                      |
| ------------------- | --- | ------------ | ----------------------------------------------------------------------------------- |
| Austrálie           | Australská národní knihovna (anglicky National Library of Australia)                                                              | Canberra     | nla.gov.au                                                                          |
| Mikronésie          | (anglicky ) |              |                                                                                     |
| Fidži               | Knihovní služby Fiji (anglicky Library Services of Fiji)                                                                          | Suva         |                                                                                     |
| Kiribati            | Národní knihovna a archivy Kiribati (anglicky Kiribati National Library and Archives)                                             | Bairiki      |                                                                                     |
| Marshallovy ostrovy | Muzeum a veřejná knihovna Alele (anglicky Alele Museum & Public Library)                                                          | Majuro       |                                                                                     |
| Nauru               | (nemá národní knihovnu) |              |                                                                                     |
| Nový Zéland         | Národní knihovna Nového Zélandu (anglicky National Library of New Zealand / maorsky Te Puna Mātauranga o Aotearoa)                | Wellington   | natlib.govt.nz                                                                      |
| Palau               | Knihovna Palau Community College (anglicky Palau Community College Library)                                                       | Koror        | pcc.palau.edu/library                                                               |
| Papua Nová Guinea   | Národní knihovna a archivy Papuy Nové Guiney (anglicky The Papua New Guinea National Library & Archives)                          | Port Moresby |                                                                                     |
| Samoa               | Veřejná knihovna Samoy (také Nelsonova pamětní veřejná knihovna) (anglicky Samoa Public Library / Nelson Memorial Public Library) | Apia         |                                                                                     |
| Šalomounovy ostrovy | Národní knihovní služba Šalamounových ostrovů (anglicky National Library Service of the Solomon Islands)                          | Honiara      |                                                                                     |
| Tonga               | Komunitní a veřejná knihovna v Kolovai (anglicky Kolovai Community Public Library)                                                | Kolovai      |                                                                                     |
| Tuvalu              | Národní knihovna a archivy Tuvalu (anglicky Tuvalu National Library and Archives)                                                 | Vaiaku       | tuvaluarchives.tv                                                                   |
| Vanuatu             | Národní knihovna a archivy Vanuatu (anglicky Vanuatu National Library and Archives )                                              | Port Vila    | vanuatuculturalcentre.gov.vu/index.php/archives-libraries/national-archives-vanuatu |